# Selomanik
Selomanik is een bestuurslaag in het regentschap Wonosobo van de provincie Midden-Java, Indonesië. Selomanik telt 1727 inwoners (volkstelling 2010).